# Scrancia angustissima
Scrancia angustissima är en fjärilsart som beskrevs av Sergius G. Kiriakoff 1962. Scrancia angustissima ingår i släktet Scrancia och familjen tandspinnare. Inga underarter finns listade.